# 阮茂瑍
阮茂瑍（越南语：／；1877年—？年），越南阮朝官員。

## 生平
阮茂瑍是廣南省升平府桂山縣順安中總富穀社（今屬廣南省桂山縣桂富社）人，嗣德三十年（1877年）出生。成泰十二年（1900年），阮茂瑍參加承天場鄉試，考中舉人。次年（1901年），阮茂瑍會試中格，庭試考中副榜。後任廣南督學。